# Shae
Shae est un prénom épicène (majoritairement féminin), porté surtout aux États-Unis.

## Personnalités
Pour les articles sur les personnes portant ce prénom, consulter les listes générées automatiquement pour Shae